# Harvard Journal of Law & Technology
Harvard Journal of Law & Technology (Harvard JOLT/JoLT; Bluebook: Harv. J.L. & Tech.; ISO 4: Harv. J. Law Technol.) – wydawane dwa razy w roku czasopismo prawnicze z otwartym dostępem, założone na Harvard Law School w 1988 roku. 
Obejmuje wszystkie aspekty prawa technologicznego, w tym kwestie konstytucyjne, własność intelektualną, biotechnologię, prawo ochrony prywatności, prawo komputerowe, cyberprzestępczość, prawo antymonopolowe, prawo kosmiczne, telekomunikację, Internet, oraz handel elektroniczny. Według rankingu Washington and Lee Law Journal, jest to najczęściej cytowane czasopismo z zakresu prawa technologicznego i najwyżej notowane specjalistyczne czasopismo prawnicze w Stanach Zjednoczonych (spośród 1227 czasopism). Jego internetowy komponent, JOLT Digest, publikuje krótkie streszczenia ostatnich wydarzeń we wszystkich dziedzinach prawa i technologii.